# فرودگاه اوختا

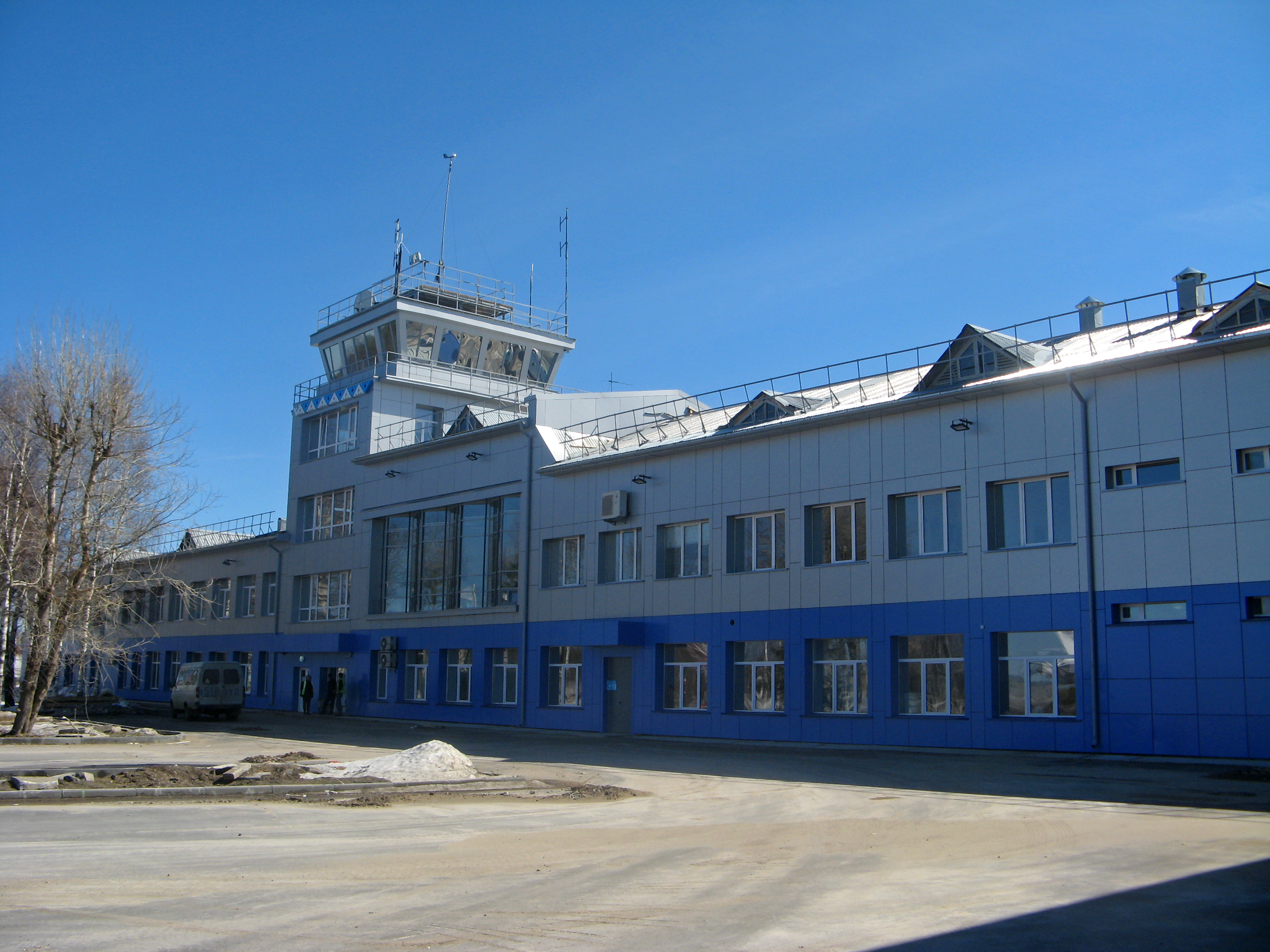
فرودگاه اوختا

فرودگاه اوختا (به روسی: Ухта) فرودگاهی عمومی واقع در اوختا در کشور روسیه است.

## شرکت‌های هواپیمایی و مقصدهای پروازی
| شرکت‌های هواپیمایی     | مقصدهای پروازی                        |
| --------------------- | ------------------------------------- |
| کومی‌اویاترنس          | دوموده‌دوو، پالکوو، سیکتیوکار، اوسینسک |
| Severstal Air Company | پالکوو                                |